# The Magician (film 1900)
The Magician – amerykański krótkometrażowy film z 1900 roku w reżyserii Edwina S. Portera.

## Fabuła
Film jest zapisem pokazu iluzjonisty. W filmie wykorzystano proste tricki filmowe. 